# Koza (Kamerun)
Koza – miasto w Kamerunie, w Regionie Dalekiej Północy. Liczy około 3,7 tys. mieszkańców.
W mieście znajduje się lokalne lotnisko.